# Die Ballade von der sexuellen Abhängigkeit
Die Ballade von der sexuellen Abhängigkeit (Originaltitel The Ballad of Sexual Dependency) ist das bekannteste Kunstwerk der amerikanischen Fotografin Nan Goldin. Das Kunstwerk war ursprünglich eine mit Musik hinterlegte Diashow von über 800 Fotografien aus dem sozialen Umfeld der Künstlerin. Das Kunstwerk wird seit 1979 in unregelmäßigen Abständen gezeigt, wobei sich ein Teil der Bilder immer wieder ändert. 1986 erschienen die Bilder jedoch auch in Buchform. Besonders bekannte Einzelfotografien sind unter anderem Nan and Brian in Bed, New York City 1983 und Nan one month after being battered, 1983.

## Entstehungsgeschichte
Die Mehrzahl der Bilder entstand zwischen 1978 und 1986 als zunächst private Schnappschüsse von Freunden und Bekannten der Künstlerin aus dem Transvestitenmilieu New Yorks. Der Titel ist Brechts Dreigroschenoper entnommen und die Fotos sollen eine Art Tagebuch des Stammes (Tribe) der Künstlerin sein. Die Bilder stellten ursprünglich einen Kampf um Intimität und Anerkennung der Schwulen-, Lesben- und Transvestiten-Szene New Yorks dar, später auch gegen die AIDS-Epidemie.

## Aufführungen
Anfangs wurden die Fotos als Diavortrag, zum Teil vor den abgebildeten Personen, gezeigt. 1979 wurde das Kunstwerk erstmals als solches im Mud Club in New York öffentlich gezeigt. Weitere Aufführungen erfolgten 1984 im Moderna Museet, Stockholm, 1986 auf den Berliner Filmfestspielen und 1991 im Museum of Modern Art, New York.

## Das Künstlerbuch
Im Jahr 1986 brachte Nan Goldin ihre Ballad of Sexual Dependency in einer Buchform heraus. Hierfür wählte sie 125 der über 800 Fotografien, die die Ballad umfassen, aus und legte sie in einer festen Reihenfolge zu Gruppen an. Diese Gruppen beschäftigen sich mit der Rolle der Frau, des Mannes und vor allem den Schwierigkeiten sexueller Beziehungen. Gerahmt wird die Handlung der Ballad of Sexual Dependency im Künstlerbuch durch die Liebesgeschichte von Nan Goldin und ihrem Partner Brian, mit dem sie etwa drei Jahre lang zusammen war. Das Buch wurde in hoher Auflage zum niedrigen Preis vertrieben, um es so einer breiten Masse zugänglich zu machen und sich in die Massenkultur einzufügen.

## Kritik
Nan Goldin wurde vorgeworfen, mit ihren Bildern einem Heroin Chic Vorschub geleistet und eine voyeuristische Haltung zu ihrem Sujet eingenommen zu haben. Nan Goldin selbst sieht sich nicht als Voyeur, sondern behauptet, die Bilder seien Familienbildern gleichzustellen: Die gängige Auffassung besagt, der Fotograf sei von Natur aus Voyeur, der letzte, der zu einer Party eingeladen wird. Aber ich bin eingeladen: Dies ist meine Feier. Dies ist meine Familie, meine Geschichte.

## Zitat
„Am Anfang meiner Arbeit stand die Erkenntnis, dass Menschen, die sonst überhaupt keine Gemeinsamkeiten haben, sich auf einer sexuellen Ebene anziehen. Sie tun einander nicht gut, was dem Sex eine umso größere Bedeutung beimisst. Es ist wie eine Sucht, miteinander zu schlafen, womit man sich alle möglichen Katastrophen einhandelt. Aber Menschen wählen die Abhängigkeit, weil sie sich gut dabei fühlen. Das vergessen wir gerne, wenn wir über Süchtige reden. […] Aber ich habe überhaupt nichts gegen diese Form der Bindung […] Es ist bei Paaren nun mal so, dass einer immer abhängiger vom anderen ist als umgekehrt. Der Ursprung des Wortes ist positiv besetzt: an jemandem hängen. Das ist aber mit Abhängigkeit, wie wir sie verstehen, nicht gemeint. Der negative Beiklang entsteht, weil wir von Beziehungen reden, die ohne seelische, emotionale Bindung sind.“